# Amphidesmus theorini
Amphidesmus theorini är en skalbaggsart som beskrevs av Aurivillius 1886. Amphidesmus theorini ingår i släktet Amphidesmus och familjen långhorningar.
Artens utbredningsområde är Gabon. Inga underarter finns listade i Catalogue of Life.